# Borojevići
Borojevići is een plaats in de gemeente Donji Kukuruzari in de Kroatische provincie Sisak-Moslavina. De plaats telt 174 inwoners (2001).